# آلیسون بایی
 آلیسون بایی (انگلیسی: Alison Bai؛ زاده ۱۸ ژانویهٔ ۱۹۹۰) یک تنیس‌باز اهل استرالیا است.